# 水中刀
《水中刀》（波蘭語：Nóż w wodzie），又譯《水中之刃》，是一部1962年的波蘭心理驚悚片，由羅曼·波蘭斯基在他的處女作中擔任共同編劇和導演，由萊昂·尼姆奇克、約蘭塔·烏梅卡和齊格蒙特·馬拉諾維茨主演。它的情節講述一對夫妻與一名中途搭便車的年輕男子一起乘船旅行，激起了夫妻之間不斷升級的對抗。
這部電影獲得奧斯卡最佳外語片獎提名，並且是波蘭斯基迄今為止唯一一部波蘭語電影。《水中刀》自上映以來就獲得了影評人的一致好評，是波蘭斯基最受好評的作品之一。

## 來源
- Bren, Frank. . London, England: Flicks Books. 1986. ISBN 978-0-948-91146-0.
- Caputo, Davide. . Bristol, England: Intellect Books. 2012. ISBN 978-1-841-50552-7.
- Derry, Charles. . Jefferson, North Carolina: McFarland. 2010. ISBN 978-0-786-46240-7.
- Sanders, Ed. . New York City, New York: Da Capo Press. 2016. ISBN 978-0-306-82240-7.
- Spencer, Kristopher. . Jefferson, North Carolina: McFarland. 2014. ISBN 978-0-786-45228-6.

## 外部連結
- 互联网电影数据库（IMDb）上《水中刀》的资料（英文）
- AllMovie上《水中刀》的资料（英文）
- TCM电影资料库上《水中刀》的资料（英文）

- 爛番茄上《水中刀》的資料（英文）
- Knife in the Water at culture.pl
- Knife in the Water （页面存档备份，存于） an essay by Peter Cowie at the Criterion Collection

1. ↑  . British Film Institute. （原始内容存档于19 July 2021）.
2. ↑  Sanders 2016，第15頁.